# NGC 3790
NGC 3790 (również PGC 36167 lub UGC 6624) – galaktyka spiralna (S0-a), znajdująca się w gwiazdozbiorze Lwa. Odkrył ją William Herschel 17 kwietnia 1784 roku. Jest to galaktyka z aktywnym jądrem typu LINER.